# Comté de Kondinin
Le comté de Kondinin est une zone d'administration locale au sud-est de l'Australie-Occidentale en Australie. Le comté est situé à environ 300 km à l'est de Perth, la capitale de l'État.
Le centre administratif du comté est la ville de Kondinin.
Le comté est divisé en plusieurs localités :
- Bendering ;
- Hyden ;
- Kondinin ;
- Karlgarin.

Le comté a huit conseillers locaux et n'est pas divisé en circonscriptions.